# Зуум
„Зуум“ (Zoom) е софтуерно приложение за видеоконференции, разработено от Zoom Video Communications. Безплатната версия предоставя услуга за видеоразговори, която позволява до 100 устройства свързани наведнъж с ограничение на сесията до 40 минути за срещи от трима или повече участници. Абонаментните планове позволяват до 1000 души едновременно без ограничения на времето.
По време на пандемията от COVID-19 рязко нараства употребата на Zoom и подобни продукти за работа от разстояние, дистанционно обучение и онлайн социални контакти.

## История
От 10 септември 2012 Zoom позволява да се свикват видеоконферентни връзки с до 15 участници. На 25 януари 2013 е лансирана версия 1.0 на програмата с увеличен брой на участниците в една конферентна връзка до 25 души. До края на първия си месец Zoom има 400 000 потребители, които до месец май 2013 година нарастват до 1 милион. След старта на пандемията от COVID-19, към февруари 2020 година, потребителите на Zoom стават 2,22 милиона – повече, отколкото са се присъединили към платформата през цялата 2019 година, като относителният дял на компанията нараства до 35 процента. В един ден от дните на месец март 2020 година мобилното приложение на Zoom е свалено 2,13 милиона пъти. През април 2020 година Zoom има повече от 300 милиона дневно осъществяващи срещи потребители. На 24 август 2020 Zoom претърпява срив в продължение на няколко часа, преди услугата да бъде възстановена.